# Kostel svatého Mikuláše (Nechvalice)
Kostel svatého Mikuláše je původně románský, později gotizovaný kostel v obci Nechvalice v okrese Příbram. Slouží jako filiální kostel farnosti Petrovice u Sedlčan a je památkově chráněn.

## Historie a popis

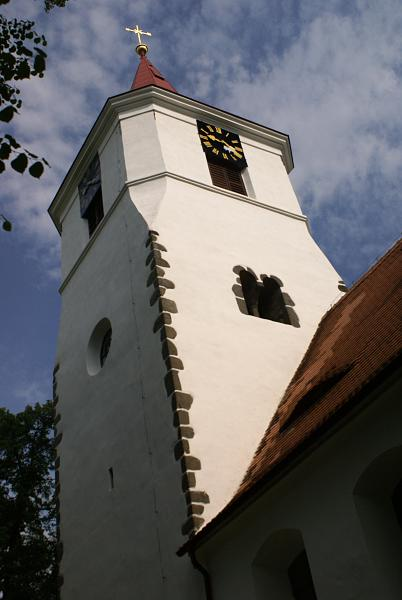
Detail věže s románským sdruženým oknem

Nejstarší zmínky o kostele pocházejí z roku 1350, kdy zde již byla venkovská farnost, tzv. plebánie. Kostel stojí v nápadné poloze na okrouhlém návrší zpevněném kamennou zdí, kolem něho se původně rozkládal hřbitov, dnes již přemístěný. Dříve se kolem kostela táhl příkop. Kostel tedy ve středověku zřejmě sloužil jako poslední útočiště při napadení vsi, o čemž by svědčilo i jeho mimořádně mohutné a silné zdivo.
Na románský původ stavby ukazuje kromě silných zdí ještě zazděné dvojité okno ve východní zdi věže, zbytek byl přestavěn v gotickém slohu. V 19. století byla proražena větší okna do presbytáře i lodi, o jedno patro a jehlancovou střechu zvýšena věž a obnoveny části mobiliáře, mj. i hlavní oltář v novogotickém stylu, se sochami sv. Mikuláše, Václava a Ludmily, jejichž autorem je Josef Scheiwl. Do jediné lodi se vchází klenutým gotickým portálem. Křížová klenba v lodi vede do původní sakristie pod věží se 185 cm tlustými zdmi; původní ozdobně kované dveře z 15. století byly z této místnosti přeneseny do nové sakristie.
Při kostele byl uchováván tištěný misál z roku 1508, od 19. století je v lobkovické knihovně na zámku v Roudnici.
V roce 1999 byl kostel nově opraven.

## Zajímavosti
V období druhé světové války a po ní zde působil kněz a léčitel František Ferda. V roce 1951 byl v Nechvalicích po ranní bohoslužbě zatčen, načež strávil devět let ve věznicích a pracovních táborech, včetně jáchymovského.